# Nilah Magruder
Nilah Magruder je americká komiksová kreslířka, spisovatelka, storyboardistka a animátorka.

## Životopis
Magruder se narodila ve Pasadeně ve státě Maryland. V roce 2005 obdržela bakalářský titul v oboru komunikace na Hood College a na Ringling College of Art and Design obdržela bakalářský titul v oboru počítačové animace.
V roce 2015 vyhrála se svým webovým komiksem M.F.K. první ročník Ceny Dwayna McDuffieho za rozmanitost v komiksu. V roce 2016 se stala první černoškou píšící pro Marvel Comics. Její první prací pro Marvel byl crossoverový komiks A Year of Marvels: September Infinite Comic #1, v němž vystupovaly postavy Tippy-Toe (zvířecí společník Squirrel Girl) a Rocket Raccoon ze Strážců galaxie. Její komiks M.F.K. byl v roce 2016 vydavatelstvím Insight Comics licencován pro vydání v tištěné podobě; první svazek byl vydán v září 2017. Podílela se také na sériích Marvel Rising a Vault of Spiders.
Věnuje se také storyboardingu, filmové a televizní animaci a ilustraci knih pro děti. Spolupracovala se společnostmi Disney, DreamWorks a Cannon Busters.

### Komiksy
| Rok vydání    | Název                                          | Vydavatel      | Reference     |
| ------------- | ---------------------------------------------- | -------------- | ------------- |
| 2016          | A Year Of Marvels: September Infinite Comic #1 | Marvel Comics  | [ 10 ]        |
| 2017          | A YEAR OF MARVELS TPB (Trade Paperback)        | Marvel Comics  | [ 11 ]        |
| 2017          | M.F.K.                                         | Insight Comics | [ 12 ] [ 13 ] |
| 2018          | Vault of Spiders (2018) #1                     | Marvel Comics  | [ 14 ]        |
| 2019          | The Unbeatable Squirrel Girl Vol. 4            | Marvel Comics  | [ 15 ]        |
| 2019          | Marvel Rising #1                               | Marvel Comics  | [ 16 ]        |
| 2019          | Marvel Rising #2                               | Marvel Comics  | [ 17 ]        |
| 2019          | Marvel Rising #3                               | Marvel Comics  | [ 18 ]        |
| 2019          | Marvel Rising #4                               | Marvel Comics  | [ 19 ]        |
| 2019          | Marvel Rising #5                               | Marvel Comics  | [ 20 ]        |
| 2023          | Reel Love                                      | Random House   | [ 21 ]        |
| bude oznámeno | Creaky Acres                                   | Dial           | [ 13 ]        |

### Obrázkové knihy
| Rok vydání | Název             | Vydavatel            | Reference |
| ---------- | ----------------- | -------------------- | --------- |
| 2016       | How To Find a Fox | Macmillan Publishers | [ 22 ]    |

### Romány
| Rok vydání | Název           | Vydavatel     | Spoluautor/ka | Reference |
| ---------- | --------------- | ------------- | ------------- | --------- |
| 2023       | Hex and Havoc   | HarperCollins | Sonia Liao    | [ 23 ]    |
| 2024       | Hex and Havoc 2 | HarperCollins |               | [ 24 ]    |

### Povídky
| Rok vydání | Název                            | Poznámky                                                                                       | Reference     |
| ---------- | -------------------------------- | ---------------------------------------------------------------------------------------------- | ------------- |
| 2018       | „And They Don’t Kiss at the End“ | publikována ve sbírce All Out: The No-Longer-Secret Stories of Queer Teens Throughout the Ages | [ 25 ] [ 26 ] |
| 2019       | „Frog Skin“                      | publikována ve sbírce Tamamo the Fox Maiden and Other Asian Stories                            | [ 27 ]        |